# Перпендикулярна відстань
У геометрії перпендикулярна відстань між двома об'єктами — відстань від одного об'єкта до іншого, виміряна вздовж прямої, перпендикулярної до одного з них або до обох.
Відстань від точки до прямої — відстань до найближчої точки на цій прямій. Це точка, в якій відрізок, проведений від неї до заданої точки, перпендикулярний до прямої.
Аналогічно, відстань від точки до кривої вимірюється відрізком прямої, перпендикулярної до дотичної до кривої в найближчій точці на кривій.
Відстань від точки до площини вимірюється як довжина від точки вздовж відрізка, перпендикулярного до площини, тобто перпендикулярного до всіх прямих площини, які проходять через найближчу до даної точки точку площини.
Інші випадки:
- точка площини, найближча до початку координат — перпендикулярна відстань від початку координат до площини у тривимірному просторі;
- Відстань між мимобіжними прямими — перпендикулярна відстань між двома непаралельними прямими у тривимірному просторі

Перпендикулярна регресія підганяє лінію до точок даних, мінімізуючи суму квадратів перпендикулярних відстаней від точок даних до лінії. Існують інші методи наближення за допомогою кривих, що використовують перпендикулярну відстань для вимірювання якості апроксимації, як-от метод найменших квадратів.
Існують узагальнення поняття перпендикулярної відстані:
- ортогональна відстань між більш абстрактними негеометричними ортогональними об'єктами, як у лінійній алгебрі (наприклад, аналіз головних компонент);
- нормальна відстань, що використовує нормаль до поверхні, між довільною точкою та її підошвою на поверхні. Її можна використовувати для наближення за допомогою поверхонь та для визначення зміщених поверхонь.